# Revue d'histoire de la Deuxième Guerre mondiale
La Revue d'histoire de la Deuxième Guerre mondiale est une publication historique centrée sur la Seconde Guerre mondiale.  

## Historique
Publiée à partir de 1950, elle reprend le rôle des Cahiers d'histoire de la guerre, à savoir publier des documents cette période, mais se donne en plus mission d'effectuer des analyses sur le sujet. Son comité éditorial comprend des anciens résistants, des historiens reconnus et des personnalités politiques. La revue publie de manière trimestrielle et sort également des numéros spéciaux,. 
La revue est parrainée par le Comité d’histoire de la Deuxième Guerre mondiale (qui a fusionné avec le Comité d’histoire de la guerre, parrain jusqu'au 1952), la Société d’histoire de la guerre et le Centre national de la recherche scientifique. 
Publiant son dernier numéro en octobre 1981, elle est renommée en 1982 Revue d'histoire de la Deuxième Guerre mondiale et des conflits contemporains puis Guerres mondiales et conflits contemporains (en) en 1987. 

## Ligne éditoriale
La revue revue traite dès l'origine des résistants européens mais également des autres aspects de la Seconde Guerre mondiale : moins d'un cinquième des numéros spéciaux est consacré à la Résistance. Les numéros spéciaux sur la Seconde Guerre mondiale hors de France font de plus en plus appel à des spécialistes étrangers,. 